# Jordan Bolger
Jordan Bolger (Coventry, 9 de noviembre de 1994) es un actor y director de cine británico, reconocido principalmente por su aparición en las series de televisión Casualty, Into the Badlands, Peaky Blinders y The 100. Sus créditos en el cine incluyen papeles en películas como iBoy y Tom y Jerry.

## Filmografía

### Cine
- 2021 - Tom y Jerry
- 2020 - Caramaka: Worlds Apart (corto)
- 2018 - Scarborough
- 2017 - iBoy
- 2016 - Don't Knock Twice
- 2016 - The Habit of Beauty
- 2015 - War (corto)
- 2014 - Will You Kill Me Now? (corto)

### Televisión
- 2024 - This Town (serie)
- 2021 - The Book of Boba Fett

- 2019 - David Makes Man
- 2018 - The 100
- 2018 - The Long Song
- 2017 - In the Dark
- 2017 - Into the Badlands
- 2016 - The Dumping Ground
- 2015 - Is This Rape? Sex on Trial (telefilme)
- 2015 - Casualty
- 2014-2017 - Peaky Blinders